# Кси² Весов
Кси² Весов (лат. ξ² Librae), 15 Весов (лат. 15 Librae), HD 131918 — одиночная звезда в созвездии Весов на расстоянии приблизительно 655 световых лет (около 201 парсека) от Солнца. Видимая звёздная величина звезды — +5,45m.

## Характеристики
Кси² Весов — оранжевый гигант спектрального класса K4III. Радиус — около 25,66 солнечных, светимость — около 433,92 солнечных. Эффективная температура — около 4154 К.